# KK Radnički Belgrad
KK Radnički Belgrad (offiziell: BKK Radnički Beograd) ist ein serbischer Basketballverein aus Belgrad. Er wurde 1973 jugoslawischer Basketballmeister.

## Geschichte
Der Verein wurde 1945 gegründet. Gegen die Stadtkonkurrenz von OKK hatte man anfangs selten eine Chance, die größte Zeit des Vereins war in den 1970er Jahren. Anfang des Jahrzehnts gewann Radnički seine erste und bis heute einzige Meisterschaft.
In der Saison nach dem Titelgewinn war man für den Europapokal der Landesmeister qualifiziert, in dem man das Halbfinale erreichte, welches gegen die Italiener Pallacanestro Varese verloren wurde. 
1976 kam der zweite Pokal in den Trophäenschrank, der jugoslawische Basketball-Pokal wurde gewonnen. Daraufhin startete man 1977 im Eurocup und scheiterte erst im Finale durch eine 86:87-Niederlage an Pallacanestro Cantù.
Der Verein hat sich mit der Zeit zu einer Fahrstuhlmannschaft entwickelt. Abstiegen folgten Aufstiege, seit 2012 spielt der Meister von 1973 wieder in der höchsten serbischen Liga.

## Halle
Der Verein trägt seine Heimspiele im 1.000 Plätze umfassenden SC Šumice aus. 

## Erfolge
- Jugoslawischer Meister (1973)
- Jugoslawischer Pokalsieger (1976)
- Halbfinalist Europapokal der Landesmeister (1974)
- Vize-Sieger EuroCup (1977)

## Bekannte Spieler
| - / Ranko Žeravica 1953/54 - / Dušan Ivković 1958–68 (Trainer 1982–84) - / Dragoslav Ražnatović - / Dragutin Čermak - / Milun Marović - / Milan Tomić 1990–92 - / Luka Pavićević 1991/92 | - Miljan Goljović 1993/94 - / Igor Perović 1993–96 - / Branko Milisavljević bis 1996 - / Dušan Vukčević 1996/97 - / Zoran Sretenović 1997/98 - / Zoran Jovanović 1998/99 - / Andrija Crnogorac 1999–2002 | - / Luka Bogdanović 2000–02 - / Dušan Đorđević 2001–03 - Joško Srzić 2004/05 |

## Bekannte ehemalige Trainer
- / Božidar Maljković 1979–81
- / Dušan Ivković 1982–84 (Spieler 1958–68)
- / Aco Petrović 1993–97